# Jatagan (hangszer)
A jatagan hagyományos baskír húros, pengetős hangszer, hét vagy több fémhúrral. Leírása egy 1909-es etnográfiai múzeumi leltárkönyvben található. Eszerint a hangszer a japán kotóhoz hasonló, fából készült, 102 cm hosszú, 14 cm széles. Mai, rekonstruált formája 120 cm hosszú. Két kézzel szólaltatják meg. Minden húrhoz tartozik egy húrláb, melynek mozgatásával változtatható a húrok hangolása, hangmagassága.
Feltehetően az eredeti ősi kínai kunghou (kōnghóu) (箜篌) képezte az alapját, ezt alakították át. A jelenleg elérhető adatok szerint a jatagan a kora középkorból származik és jelen formájában türk eredetű; felépítésében hasonló más népek hangszereihez, például a japán kotóhoz, a mongol jatgához, a koreai kajagum (kayageum)hoz. Közvetlen rokon hangszerei az orosz guszli és a kazak zsetigen.